# 山口勇
山口 勇（やまぐち いさむ、1904年3月4日 - 1982年）は、日本の俳優である。本名同じ。成瀬巳喜男の現存する最古の監督作『腰辨頑張れ』の主演俳優であり、戦後も東映京都撮影所の脇役俳優として知られる。

## 人物・来歴
1904年（明治37年）3月4日、東京府東京市麻布区麻生竹谷町（現在の東京都港区南麻布）に生まれる。小林信彦によれば、赤坂区青山（現在の港区青山1丁目付近）出身の小林の母は、山口の従姉妹にあたるといい、つまり山口からみて小林は従甥にあたる。
麻布区内の東京市立南山尋常小学校（現在の港区立南山小学校）を卒業し、旧制・高輪中学校（かつての第一仏教中学校、現在の高輪高等学校）に進学する。2学年上にのちの俳優の江川宇礼雄がいた。同校を1922年（大正11年）に卒業し、明治大学法科に進学する。1923年（大正12年）9月1日に起きた関東大震災を経て1924年（大正13年）には同学を中途退学し、父が当時経営していた無線通信器具の工場に勤務した。その後、同工場を経営していた父が亡くなり、その経営を引き継いだ。1929年（昭和4年）末の情報が記載されている『商工省編纂 全国工場通覧 昭和六年九月』（1931年）によれば、同工場は「山口電機工場」といい、所在地は山口の自宅と同一で、1909年（明治42年）5月に開業しており、同年末時点での同工場の代表は「山口勇」である。
満26歳になる1930年（昭和5年）3月、同工場の経営権を弟に譲り、松竹蒲田撮影所に入社、同年12月31日に公開された、石川和雄監督による鈴木傳明主演の正月映画『大学の顔役・ラクビー篇』で映画界にデビューした。1931年（昭和6年）8月8日に公開された成瀬巳喜男監督の『腰辨頑張れ』で、初の主演を果たす。同年9月には、当時の同社のスター俳優である鈴木傳明、岡田時彦、高田稔、渡辺篤らとともに同社を退社、彼らが設立した映画会社不二映画社に参加するが、1933年（昭和8年）3月には同社が解散、その後、さらに傳明や佐久間妙子らとともに、東京府北多摩郡調布町（現在の東京都調布市）に新設された日本映画（現在の角川大映撮影所）に移籍、中村能二が監督した『上海から来た女』に出演するが、同社がまもなく解散、同年5月には、松竹蒲田撮影所に復帰している。同年、清水宏監督の『旅寝の夢』、斎藤寅次郎監督の『和製キング・コング』に主演する。多く助演を重ねながら、翌1934年（昭和9年）には吉村公三郎監督の『ぬき足さし足』、1935年（昭和10年）には斎藤寅次郎監督のサウンド版『噫薄情』にも主演した。
同年3月には、松竹キネマのトーキー政策に不満を持った重宗務らが独立して東京発声映画製作所が発足、藤井貢、大日方傳、三井弘次らとともに松竹キネマを退社して、その設立に参加、同年8月25日に日活が配給して公開した、重宗監督による同社の第1作『乾杯! 学生諸君』に出演した。1938年（昭和13年）3月には藤井らとともに同社を離れ、新興キネマに移籍、同社の東京撮影所（現在の東映東京撮影所）に所属して、現代劇に出演した。1942年（昭和17年）1月27日、同社は日活の製作部門（撮影所）および大都映画等と合併して大映が成立した後は、同社に継続入社して、日活京都撮影所改め大映京都撮影所に所属した。
第二次世界大戦終結後は、大映東京撮影所（現在の角川大映撮影所）に所属したが、京都の松竹京都撮影所、東横映画（現在の東映東京撮影所）の作品に多く出演するようになり、1951年（昭和26年）4月1日の東映設立以降は、東映京都撮影所に所属した。満60歳を迎える1964年（昭和39年）までは、テレビ映画を含めた出演歴が確認でき、その15年後、満75歳となった1979年（昭和54年）10月23日に発行された『日本映画俳優全集・男優編』（キネマ旬報社）の山口の項には、存命人物として東京都豊島区南長崎の連絡先が示されているが、すでに引退しており、以降の消息は不明とされていたが、2002年（平成14年）1月1日に発行された『日本映画スチール集 新興キネマ モダニズム篇』（ワイズ出版）によれば、後に芸能界を引退し、同上の連絡先で鰻屋を経営していたが、1982年（昭和57年）に死去したとされている。満77-78歳没。

## フィルモグラフィ

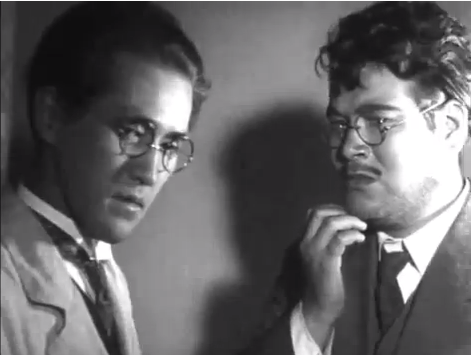
主演作『腰辨頑張れ』（1931年）、左は西村青児。

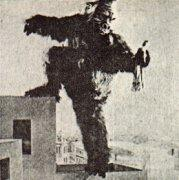
主演作『和製キング・コング』（1933年）のスチル写真。

特筆以外すべてクレジットは「出演」である。公開日の右側には役名、および東京国立近代美術館フィルムセンター（NFC）、マツダ映画社所蔵等の上映用プリントの現存状況についても記す。同センター等に所蔵されていないものは、とくに1940年代以前の作品についてはほぼ現存しないフィルムである。

### 松竹蒲田撮影所
すべて製作は「松竹蒲田撮影所」、すべて配給は「松竹キネマ」、すべてサイレント映画である。
- 『大学の顔役・ラクビー篇』 : 監督石川和雄、1930年12月31日 [2]
- 『二階の悲鳴』 : 監督成瀬巳喜男、1931年5月29日公開 - 居候・八木
- 『涙の愛嬌者』 : 監督野村浩将、1931年7月31日公開 - 薬賣りの学生、41分尺で現存（NFC所蔵[10]）
- 『腰辨頑張れ』 : 監督成瀬巳喜男、1931年8月8日公開 - 岡部（主演）、38分尺で現存（NFC所蔵[10]）
- 『娘の意気高し』 : 監督斎藤寅次郎、1931年8月15日公開
- 『東京の合唱』 : 監督小津安二郎、1931年8月15日公開 - 会社の同僚、89分尺で現存（NFC所蔵[10]）
- 『浮気は汽車に乗って』 : 監督成瀬巳喜男、1931年8月15日公開 - 画家・村山

### 不二映画社
特筆以外すべて製作は「不二映画社」、特筆以外すべて配給は「新興キネマ」、すべてサイレント映画である。
- 『栄冠涙あり』 : 監督鈴木重吉、1931年12月31日公開 - 選手 学生A、110分尺で現存（NFC所蔵[10]）
- 『天国の波止場』 : 監督阿部豊、1932年3月24日公開 - 船上の紳士
- 『熊の出る開墾地』 : 監督鈴木重吉、1932年4月14日公開 - 作男、104分尺で現存（NFC所蔵[10]）
- 『アメリカ航路』 : 監督青山三郎、1932年4月27日公開 - 春日丸の若き船員
- 『金色夜叉』 : 監督青山三郎・鈴木重吉、1932年9月15日公開 - 蒲田
- 『もだん聖書 当世立志読本巻一』 : 監督阿部豊、1932年10月6日公開 - 柴野
- 『銀嶺富士に甦る』 : 監督鈴木重吉、1933年3月1日公開 - 戸野村
- 『上海から来た女』 : 監督中村能二、製作・配給日本映画、1933年公開 [2]

### 松竹蒲田撮影所
すべて製作は「松竹蒲田撮影所」、すべて配給は「松竹キネマ」、特筆以外すべてサイレント映画である。
- 『旅寝の夢』 : 監督清水宏、1933年8月24日公開 - 船長（主演）
- 『いろはにほへど』 : 監督池田義信、1933年8月31日公開 [2]
- 『和製キング・コング』 : 監督斎藤寅次郎、1933年10月5日公開 - キング・コング（主演）
- 『大学の若旦那』 : 監督清水宏、サウンド版、1933年11月1日公開 - ラクビー選手大河原、85分尺で現存（NFC所蔵[10]）
- 『愛撫』（ラムール） : 監督五所平之助、1933年11月9日公開 - 医学士太田、113分尺で現存（NFC所蔵[10]）
- 『女学生と与太者』 : 監督野村浩将、1933年11月30日公開 - 黒川の子分、98分尺で現存（NFC所蔵[10]）
- 『東洋の母』 : 監督清水宏、トーキー、1934年2月1日公開 - 用心棒
- 『恋を知りそめ申し候』 : 監督清水宏、サウンド版、1934年3月8日公開 - 不良・横山
- 『ぬき足さし足』 : 監督吉村公三郎、1934年3月29日公開 - 主演 [2]
- 『あらいやアよ』 : 監督石川和雄、1934年7月8日公開
- 『なめられた彼奴』 : 監督斎藤寅次郎、サウンド版、1934年7月19日公開
- 『大学の若旦那・太平楽』 : 監督清水宏、サウンド版、1934年8月30日公開 - 与太者・中山の勝
- 『腰の抜けた女』 : 監督斎藤寅次郎、1934年9月6日公開
- 『金環蝕』 : 監督清水宏、サウンド版、1934年11月1日公開 - 松村運転手、97分尺で現存（NFC所蔵[10]）
- 『私の兄さん』 : 監督島津保次郎、トーキー、1934年12月13日公開 - 不審な男、69分尺で現存（NFC所蔵[10]）
- 『恋愛修学旅行』 : 監督清水宏、サウンド版、1934年12月22日公開 - 曲馬団団長
- 『与太者と小町娘』 : 監督野村浩将、サウンド版、1935年1月7日公開 - 虎造、72分尺で現存（NFC所蔵[10]）
- 『噫薄情』 : 監督斎藤寅次郎、サウンド版、1935年1月31日公開 - 主演

### 東京発声映画製作所
すべて製作は「東京発声映画製作所」、すべて配給は「日活」あるいは「東宝映画」、以降すべてトーキーである。
配給 日活
- 『乾杯! 学生諸君』（『乾杯! 學生諸君』） : 監督重宗務、1935年8月25日公開 - K大選手・山内
- 『大学を出た若旦那』（『大學を出た若旦那』） : 監督重宗務、1935年10月16日公開 - 山村貫二
- 『街の笑くぼ』 : 監督重宗務、1936年1月10日公開 - 漫才師・でか八
- 『燃えろ! 魂』 : 監督重宗務、1936年2月28日公開
- 『東京大阪特ダネ往来』 : 監督豊田四郎、1936年4月29日公開 - 新聞記者・竹田
- 『一本刀土俵入』 : 監督重宗務、1936年6月4日公開 - 弥八（船戸の弥八）
- 『大番頭小番頭』 : 監督豊田四郎、1936年7月31日公開 - 神崎善助

配給 東宝映画
- 『港は浮気風』 : 監督豊田四郎、1937年5月11日公開 - 船乗りくずれ・江差鉄（日活配給説あり[9]）
- 『オヤケアカハチ』 : 監督重宗務・豊田四郎、1937年6月1日公開
- 『若旦那三国一』 : 監督重宗務、1937年6月20日公開
- 『若い人』 : 監督豊田四郎、1937年11月17日公開 - 佐々木先生、81分尺で現存（NFC所蔵[10]）
- 『泣蟲小僧』 : 監督豊田四郎、1938年3月17日公開 - 水上竜山、80分尺で現存（NFC所蔵[10]）

### 新興キネマ東京撮影所
特筆以外すべて製作は「新興キネマ東京撮影所」、すべて配給は「新興キネマ」である。
- 『応援歌』 : 監督清水宏、1938年5月4日公開 - 松本
- 『男の魂』 : 監督曾根千晴、1938年5月12日公開 - 村雨組の親分仁蔵、12分尺の断片のみが現存（NFC所蔵[10]）
- 『太陽の子』 : 監督阿部豊、製作東京発声映画製作所、配給東宝映画、1938年5月18日公開 - 医師桑原、90分尺で現存（NFC所蔵[10]）
- 『海を渡る女』 : 監督田中重雄、1938年7月7日公開 - 港の親分横山
- 『結婚真剣勝負』 : 監督沼波功雄、1938年7月13日公開 - ガス会社集金人坂口剛三
- 『妻の魂』 : 監督曾根千晴、1938年8月4日公開 - 団長天竜
- 『新妻の幸福』 : 監督田中重雄、1938年8月13日公開 - 貧乏小説家久保田健
- 『親なればこそ』 : 監督沼波功雄、1938年9月29日公開 - 小夜子の伯父山中新兵衛
- 『あゝ故郷』 : 監督溝口健二、1938年10月6日公開 - バス会社社長花田熊吉
- 『貧しき者の幸福』 : 監督沼波功雄、1938年10月27日公開 - 古着屋加藤三平
- 『新しき門』 : 監督伊奈精一、1938年11月3日公開 - 市会議員紀見圭造
- 『亜細亜の娘』 : 監督田中重雄、応援監督沼波功雄、1938年11月17日公開 - 紳商陳
- 『日本の魂』 : 監督伊奈精一、1938年12月15日公開 - 森山一等兵
- 『喧嘩の春』 : 監督沼波功雄、1938年12月25日公開 - 大家大原伝助
- 『女難突破』 : 監督沼波功雄、1939年1月26日公開 - 中華そば屋の親方谷口一平
- 『裁かるる女』 : 監督沼波功雄、1939年2月1日公開 - 柳瀬弁護士
- 『若旦那 ここにあり』 : 監督井上金太郎、製作松竹下加茂撮影所、配給松竹、1939年6月1日公開
- 『若旦那 武者修業』 : 監督古野栄作、製作松竹下加茂撮影所、配給松竹、1939年8月17日公開
- 『子宝』 : 監督沼波功雄、1939年11月23日公開 - 植木屋善吉（主演）
- 『岩に咲く花』 : 監督久松静児、1939年12月12日公開 - 市蔵の兄正人
- 『若妻の夢』 : 監督沼波功雄、1939年12月30日公開 - 田丸五兵衛
- 『男は度胸』 : 監督曾根千晴、1940年1月25日公開
- 『素晴らしき喧嘩』 : 監督沼波功雄、1940年2月28日公開 - 蒲鉾屋の番頭金造
- 『絹代の初恋』 : 監督野村浩将、製作松竹大船撮影所、配給松竹、1940年3月31日公開 - 北原
- 『誰か故郷を思はざる』 : 監督伊奈精一、1940年4月11日公開 - 山下
- 『舞姫の秘密』 : 監督小石栄一、1940年5月8日公開 - 実業家高田守衛
- 『娘たずねて三千里』 : 監督沼波功雄、1940年5月23日公開 - 髭の勇五郎
- 『玄海灘』 : 監督原千秋、1940年6月6日公開 - 土地の親分大沢
- 『花嫁の喧嘩』 : 監督沼波功雄、1940年7月7日公開 - 医師小山泰三
- 『嵐に花は散らず』 : 監督小石栄一、1940年8月22日公開 - 良一の相棒吉さん
- 『漫才タクシー』 : 監督沼波功雄、1940年8月29日公開 - 漫才師芋丸
- 『水藻の花』 : 監督青山三郎、1940年9月8日公開 - ポンポン蒸気船の船長松井市助
- 『真人間』 : 監督伊奈精一、1940年9月15日公開 - 河野先生、54分尺で現存（NFC所蔵[10]）
- 『夢みる娘』 : 監督沼波功雄、1940年10月15日公開 - その夫原田伝吉
- 『笑ふ父』 : 監督沼波功雄、1940年12月15日公開 - 山岡幸造
- 『初春娘』 : 監督沼波功雄、1940年12月29日公開 - 小説家本多亮三
- 『白夜の天使』 : 監督田中重雄、1941年1月14日公開 - 大津賀院長
- 『母代』 : 監督田中重雄、1941年2月22日公開 - 安井先生
- 『新生の歌』 : 監督沼波功雄、1941年2月28日公開 - 松波玄次、64分尺で現存（NFC所蔵[10]）
- 『戸田家の兄妹』 : 監督小津安二郎、製作松竹大船撮影所、配給松竹、1941年3月1日公開 - 昌二郎の友人内田、105分尺で現存（NFC所蔵[10]）
- 『我が家の春』 : 監督青山三郎、1941年5月29日公開 - その夫恒平
- 『素晴らしき結婚』 : 監督沼波功雄、1941年6月22日公開 - 森金酒店の主人森田金助
- 『飛び込んだ幸福』 : 監督沼波功雄、1941年7月15日公開 - 高利貸
- 『北極光』 : 監督田中重雄、1941年8月20日公開 - 弁慶の辰野（人夫）、108分尺で現存（NFC所蔵[10]）
- 『春星夫人』 : 監督田中重雄、1941年9月28日公開 - 新劇俳優皆川春星
- 『太陽先生』 : 監督深田修造、1941年11月13日公開 - 八百辰
- 『春遠からじ』 : 監督久松静児、1942年1月8日公開 - 調査課長
- 『逞しき愛情』 : 監督沼波功雄、1942年3月1日公開 - 長男健一

### 大映京都撮影所
特筆以外すべて製作は「大映京都撮影所」、すべて配給は「映画配給社」である。
- 『新雪』 : 監督五所平之助、製作大映東京第二撮影所、1942年10月1日公開 - 徳井家 金兵衞、84分尺で現存（NFC所蔵[10]）
- 『豪傑系図』 : 監督岡田敬、製作大映東京第一撮影所、1942年10月15日公開
- 『香港攻略 英國崩るゝの日』 : 監督田中重雄、製作大映東京第一撮影所、1942年11月19日公開 - 要人、36分尺で現存（NFC所蔵[10]）
- 『幽霊大いに怒る』 : 監督渋谷実、製作松竹大船撮影所、1942年12月26日公開 - 杉田
- 『御存じ右門 護る影』 : 監督西原孝、1943年2月25日公開 - 役名不明、62分尺で現存（NFC所蔵[10]）
- 『風雪の春』 : 監督落合吉人、製作大映東京第一撮影所、1943年3月11日公開 - 藤村与市、100分尺で現存（NFC所蔵[10]）
- 『北方に鐘が鳴る』 : 監督大曾根辰夫、製作松竹下加茂撮影所、1943年8月26日公開
- 『秘話ノルマントン号事件 仮面の舞踏』 : 監督佐々木啓祐、製作松竹下加茂撮影所、1943年10月28日公開 - 船長ウイリアム・ドレイク
- 『無法松の一生』 : 監督稲垣浩、1943年10月28日公開 - 撃剣の先生、78分尺で現存（NFC所蔵[10]）
- 『土俵祭』 : 監督丸根賛太郎、1944年3月30日公開 - 大綱
- 『河童大将』 : 監督松田定次、1944年8月31日公開
- 『かくて神風は吹く』 : 監督丸根賛太郎、1944年11月8日公開 - 三好五郎
- 『紅顏鼓笛隊』 : 監督木村恵吾、1945年4月12日公開

### 大映東京撮影所
特筆以外すべて製作は「大映東京撮影所」、特筆以外すべて配給は「大映」である。
- 『犯罪者は誰か』 : 監督田中重雄、1945年12月27日公開 - 堂野千太郎、75分尺で現存（NFC所蔵[10]）
- 『瓢箪から出た駒』 : 監督千葉泰樹、1946年1月24日公開 - 神村将軍、66分尺で現存（NFC所蔵[10]）
- 『お嬢様お手を』 : 監督水野洽、1946年9月3日公開 - 和尚
- 『街の人気者』 : 監督牛原虚彦、1946年3月7日公開 - 十寸見五郎、87分尺で現存（NFC所蔵[10]）
- 『踊子物語』 : 監督小石栄一、1947年1月7日公開 - 刑事A
- 『花嫁の正体』 : 監督西村元男、1947年2月4日公開
- 『第二の抱擁』 : 監督田中重雄、1947年4月29日公開
- 『初恋物語』 : 監督小石栄一、1947年8月19日公開 - 仁科事務次官
- 『長崎物語』 : 監督大曾根辰夫、製作松竹京都撮影所、配給松竹、1947年12月23日公開 - 三郎
- 『博多どんたく』 : 監督丸根賛太郎、製作大映京都撮影所、1947年12月30日公開 - 松永弥平次
- 『われ泣きぬれて』 : 監督芦原正、製作松竹京都撮影所、配給松竹、1948年2月24日公開 - 小宮忠吉
- 『噂の男』 : 監督佐々木康、製作松竹大船撮影所、配給松竹、1948年3月23日公開 - まだらの権
- 『エノケンのびっくりしゃっくり時代』 : 監督島耕二、1948年7月5日公開
- 『武装警官隊』 : 監督大曾根辰夫、製作松竹京都撮影所、配給松竹、1948年8月10日公開 - 司法主任
- 『颱風圏の女』 : 監督大庭秀雄、製作松竹大船撮影所、配給松竹、1948年9月3日公開 - 片岡
- 『鐘の鳴る丘 隆太の巻』 : 監督佐々木啓祐、製作松竹大船撮影所、配給松竹、1948年11月29日公開 - 泉沢万次、80分尺で現存（NFC所蔵[10]）
- 『新愛染かつら』 : 監督久松静児、1948年12月6日公開
- 『男が血を見た時』 : 監督田中重雄、1949年1月11日公開 - 留吉
- 『鐘の鳴る丘 修吉の巻』 : 監督佐々木啓祐、製作松竹大船撮影所、配給松竹、1949年2月1日公開 - 泉沢万次
- 『静かなる決闘』 : 監督黒澤明、1949年3月13日公開 - 野坂巡査、94分尺で現存（NFC所蔵[10]）
- 『面影三四郎』 : 監督久松静児、1949年3月21日公開
- 『嵐の中の姉妹』 : 監督田中重雄、1949年4月4日公開 - 叔父徳三郎
- 『佐平次捕物帳 紫頭巾 前篇』 : 監督マキノ正博、製作シネマ・アーチスト・コーポレーション、配給東宝、1949年5月10日公開 - 料理人猪之吉、前後篇合計96分尺で現存（NFC所蔵[10]）
- 『佐平次捕物帳 紫頭巾 後篇』 : 監督マキノ正博、製作シネマ・アーチスト・コーポレーション、配給東宝、1949年5月17日公開 - 料理人猪之吉、同上[10]
- 『わが子ゆえに』 : 監督小杉勇、製作東横映画、配給大映、1949年5月31日公開 - 土堤政
- 『彼女は答える』 : 監督芦原正、製作松竹京都撮影所、配給松竹、1949年9月6日公開 - 南条
- 『愛染草』 : 監督田中重雄、1949年10月9日公開 - 大碇
- 『鐘の鳴る丘 クロの卷』 : 監督佐々木啓祐、製作松竹大船撮影所、配給松竹、1949年11月23日公開 - 泉沢万次
- 『笑う地球に朝が來る』 : 監督水野洽、1950年1月17日公開 - 渡邊
- 『白雪先生と子供たち』 : 監督吉村廉、1950年1月29日公開
- 『ペン偽らず 暴力の街』 : 監督山本薩夫、製作「ペン偽らず」製作委員会、配給大映、1950年2月26日公開 - 福原、111分尺で現存（NFC所蔵[10]）
- 『獅子の罠』 : 監督松田定次、製作東横映画・大洋興行、配給東京映画配給、1950年5月13日公開 - 中町剛一
- 『大岡政談 将軍は夜踊る』 : 監督丸根賛太郎、製作・配給東宝、1950年5月27日公開 - 大久保彦左衛門
- 『猿飛佐助 千丈ケ獄の火祭り』 : 監督安達伸生、製作大映京都撮影所、1950年6月17日公開
- 『乱れ星荒神山』 : 監督萩原遼、製作東横映画、配給東京映画配給、1950年11月24日公開 - 津村文之進、77分尺で現存（NFC所蔵[10]）
- 『天皇の帽子』 : 監督斎藤寅次郎・毛利正樹、製作東横映画、配給東京映画配給、1950年12月1日公開
- 『千石纏』 : 監督マキノ雅弘（マキノ正博）、製作東横映画、配給東京映画配給、1950年12月29日公開 - 関取阿蘇川、83分尺で現存（NFC所蔵[10]）
- 『自由学校』 : 監督吉村公三郎、1951年5月5日公開 - 藤村功一、104分尺で現存（NFC所蔵[10]）

、110分尺で現存（NFC所蔵）

### 東映京都撮影所
特筆以外すべて製作は「東映京都撮影所」、特筆以外すべて配給は「東映」である。
- 『豪快三人男』 : 監督マキノ雅弘、製作東横映画、配給東映、1951年5月5日公開 - 大庭嘉門
- 『にっぽんGメン 不敵なる逆襲』 : 監督佐伯清、1951年6月15日公開 - 岩田商会主
- 『お馴染み判官 あばれ神輿』 : 監督萩原遼、製作エノケンプロダクション・東映京都撮影所、1951年7月6日公開
- 『旗本退屈男 唐人街の鬼』 : 監督中川信夫、1951年9月7日公開 - 六崑屋佐平次
- 『わが恋は花の如く』 : 監督原研吉、製作松竹京都撮影所、配給松竹、1951年9月28日公開 - 栗原大作
- 『酔いどれ八萬騎』 : 監督マキノ雅弘、1951年10月5日公開 - 弟九郎右衛門
- 『快傑鉄仮面』 : 監督渡辺邦男、1951年12月14日公開 - 小野田十兵衛
- 『殴られた石松』 : 監督渡辺邦男、製作・配給新東宝、1951年12月21日公開 - 立花勘三郎
- 『新撰組 第一部京洛風雲の巻』 : 監督萩原遼、1952年1月3日公開 - 平山五郎
- 『最後の顔役』 : 監督小杉勇、1952年2月28日公開 - 秋山刑事
- 『修羅城秘聞 双竜の巻』 : 監督衣笠貞之助、製作新演伎座・大映京都撮影所、配給大映、1952年3月20日公開 - 草薙法印、95分尺で現存（NFC所蔵[10]）
- 『赤穂城』 : 監督萩原遼、1952年4月24日公開 - 安井彦右ヱ門、81分尺で現存（NFC所蔵[10]）
- 『続修羅城秘聞 飛竜の巻』 : 監督衣笠貞之助、製作新演伎座・大映京都撮影所、配給大映、1952年5月8日公開 - 草薙法印、95分尺で現存（NFC所蔵[10]）
- 『大当り黄金狂時代』 : 監督渡辺邦男、1952年6月2日公開
- 『母の罪』 : 監督伊賀山正徳、製作東映東京撮影所、配給東映、1952年8月6日公開
- 『満月三十石船』 : 監督丸根賛太郎、1952年9月10日公開 - 吉田
- 『銭なし平太捕物帳』 : 監督田中重雄、1952年10月9日公開 - 南蛮屋吾郎兵衛
- 『紺屋高尾』 : 監督佐々木康、1952年12月4日公開 - 新選組吉田
- 『喧嘩笠』 : 監督萩原遼、1953年1月3日公開
- 『凸凹太閤記』 : 監督加戸敏、製作大映京都撮影所、配給大映、1953年1月28日公開 - 鏡弥惣太
- 『女難街道』 : 監督渡辺邦男、1953年4月14日公開 - 扇屋の松之助
- 『山下奉文』 : 監督佐伯清、1953年4月29日公開 - 寺内南方総軍司令官
- 『ちゃんばら手帖』 : 監督河野寿一、1953年5月20日公開 - 松垣貫入
- 『続魚河岸の石松』 : 監督小石栄一、製作東映東京撮影所、配給東映、1953年6月10日公開 - 水源
- 『玄海の鰐』 : 監督小杉勇、1953年7月12日公開 - 龍崎
- 『片目の魔王』 : 監督佐々木康、1953年8月10日公開
- 『江戸の花道』 : 監督中川信夫、1953年8月19日公開 - 盲目の柳全
- 『日輪』 : 監督渡辺邦男、1953年11月18日公開 - アラカ
- 『快傑黒頭巾』 : 監督河野寿一、1953年11月29日公開 - 黒門の権次
- 『逆襲! 鞍馬天狗』 : 監督萩原遼、1953年12月15日公開 - 十両の三太
- 『忠治旅日記 喧嘩太鼓』 : 監督松田定次、1953年12月29日公開 - 樊噌の伝吉
- 『曲馬団の魔王』 : 監督佐々木康、製作東映東京撮影所、配給東映、1954年1月3日公開 - 田代寅吉
- 『南国太平記 前篇』 : 監督渡辺邦男、1954年1月15日公開 - 伊集院平
- 『水戸黄門漫遊記』 : 監督伊賀山正徳、1954年2月24日公開 - 荒神勝五郎
- 『血ざくら判官』 : 監督萩原遼、1954年3月17日公開 - 鯖折りの角
- 『暁の三十八番斬り』 : 監督渡辺邦男、1954年3月31日公開 - 夢の市郎兵衛
- 『雪之丞変化 第一部 復讐の恋』 : 監督河野寿一、1954年3月31日公開 - 鳥抜け法印
- 『雪之丞変化 第二部 復讐の舞』 : 監督河野寿一、1954年4月7日公開 - 鳥抜け法印、58分尺で現存（NFC所蔵[10]）
- 『雪之丞変化 第三部 復讐の剣』 : 監督河野寿一、1954年4月20日公開 - 鳥抜け法印、51分尺で現存（NFC所蔵[10]）
- 『悪魔が来りて笛を吹く』 : 監督松田定次、1954年4月27日公開 - 吉川辰吉
- 『里見八犬伝』 : 監督河野寿一、1954年5月31日公開 - 簸上宮六
- 『野ざらし姫 追撃の三十騎』 : 監督小沢茂弘、1954年6月15日公開 - 宝蔵院覚善
- 『恋しぐれ 浅間の火祭』 : 監督萩原遼、1954年7月27日公開 - 赤鼻の綱蔵
- 『霧の小次郎 第一篇金竜銀虎 第二篇魔術妖術 第三篇日光月光』 : 監督佐伯清、1954年8月8日公開 - 細川春貞
- 『旗本退屈男 謎の百万両』 : 監督佐々木康、1954年8月21日公開 - 狭川左衛門
- 『快傑まぼろし頭巾』 : 監督佐々木康、1954年9月28日公開 - 許永昌
- 『嘘』 : 監督佐藤武、製作テレビ映画、配給新東宝、1954年10月12日公開 - 大崎
- 『新選組鬼隊長』 : 監督河野寿一、1954年11月22日公開 - 篠原泰之進
- 『恋天狗』 : 監督渡辺邦男、1955年1月21日公開 - 岡ッ引駒吉
- 『忍術児雷也 逆襲大蛇丸』（『逆襲大蛇丸』） : 監督萩原遼・加藤泰、製作・配給新東宝、1955年1月29日公開 - 願人太郎、80分尺で現存（NFC所蔵[10]）
- 『月笛日笛 第一篇 月下の若武者』 : 監督丸根賛太郎、1955年2月1日公開 - 鬼怒川粛白
- 『月笛日笛 第二篇 白馬空を飛ぶ』 : 監督丸根賛太郎、1955年2月7日公開 - 鬼怒川粛白
- 『月笛日笛 完結篇 千丈ケ原の激斗』 : 監督丸根賛太郎、1955年2月13日公開 - 鬼怒川粛白
- 『越後獅子祭り やくざ若衆』 : 監督萩原遼、1955年2月13日公開 - 赤馬の赤九郎
- 『風雲将棋谷』 : 監督松田定次、1955年3月20日公開 - りゃんこの藤造
- 『阿修羅四天王』 : 監督河野寿一、1955年4月26日公開 - 三枝伝右衛門
- 『水戸黄門漫遊記 火牛坂の悪鬼』 : 監督伊賀山正徳、1955年5月10日公開 - 鉄禅坊
- 『つばくろ笠』 : 監督田坂勝彦、製作大映京都撮影所、配給大映、1955年5月15日公開 - 丹熊
- 『虚無僧系図』 : 監督河野寿一、1955年6月28日公開 - 久世三四郎
- 『怪談牡丹燈籠』 : 監督野淵昶、1955年7月12日公開 - 伴蔵
- 『御存知快傑黒頭巾 新選組追撃』 : 監督内出好吉、1955年8月7日公開 - 赤鬼の金兵衛
- 『力闘空手打ち』 : 監督伊賀山正徳、製作東映東京撮影所、配給東映、1955年8月29日公開 - 磯村兵吾
- 『力闘空手打ち 挑戦鬼』 : 監督伊賀山正徳、製作東映東京撮影所、配給東映、1955年9月6日公開 - 磯村兵吾
- 『力闘空手打ち 復讐の対決』 : 監督伊賀山正徳、製作東映東京撮影所、配給東映、1955年9月13日公開 - 磯村兵吾
- 『石松故郷へ帰る』 : 監督小石栄一、製作東映東京撮影所、配給東映、1955年10月25日公開 - 次郎長六代目
- 『まぼろし怪盗団 第一部 まぼろし怪盗団』 : 監督小沢茂弘、製作東映東京撮影所、配給東映、1955年11月8日公開 - 佐久間剛平
- 『まぼろし怪盗団 第二部 魔王の蜜使』 : 監督小沢茂弘、製作東映東京撮影所、配給東映、1955年11月15日公開 - 佐久間剛平
- 『まぼろし怪盗団 第三部 悪魔の王冠』 : 監督小沢茂弘、製作東映東京撮影所、配給東映、1955年11月29日公開 - 佐久間剛平
- 『水戸黄門漫遊記 幽霊城の佝僂男』 : 監督伊賀山正徳、1955年12月12日公開
- 『御存じ快傑黒頭巾 危機一発』 : 監督内出好吉、1955年12月28日公開 - 赤川典膳
- 『忍術左源太』 : 監督深田金之助、1956年1月8日公開 - 菅野軍兵衛
- 『赤穂浪士 天の巻・地の巻』 : 監督松田定次、1956年1月15日公開 - 石屋の源六
- 『晴姿一番纏』 : 監督河野寿一、1956年1月15日公開 - 牛沼大蔵
- 『若さま侍捕物手帖 べらんめえ活人剣』 : 監督深田金之助、1956年2月25日公開 - 花房甚八
- 『若さま侍捕物手帖 地獄の皿屋敷』 : 監督深田金之助、1956年2月25日公開 - 花房甚八
- 『快剣士・笑いの面』 : 監督佐々木康、1956年3月8日公開 - 陳
- 『水戸黄門漫遊記 怪力類人猿』 : 監督伊賀山正徳、1956年3月26日公開 - 灘右衛門
- 『長脇差奉行』 : 監督小沢茂弘、1956年4月11日公開 - 清水の頑鉄
- 『頑張れゴンさん』 : 監督津田不二夫、製作東映東京撮影所、配給東映、1956年4月19日公開 - 越前
- 『大学の石松』 : 監督伊賀山正光、製作東映東京撮影所、配給東映、1956年5月18日公開 - 早川伝八
- 『逆襲獄門砦』 : 監督内田吐夢、1956年6月28日公開 - 勘兵衛
- 『泣き笑い土俵入り』 : 監督斎藤寅次郎、製作東映東京撮影所、配給東映、1956年6月28日公開
- 『宝島遠征』 : 監督小林恒夫、製作東映東京撮影所、配給東映、1956年7月20日公開
- 『青年安兵衛 紅だすき素浪人』 : 監督河野寿一、1956年8月8日公開 - 熊五郎
- 『曽我兄弟 富士の夜襲』 : 監督佐々木康、1956年10月17日公開 - 股野五郎
- 『やくざ大名』 : 監督佐々木康、1956年10月24日公開 - 源三郎
- 『朱鞘罷り通る』 : 監督河野寿一、1956年11月20日公開 - 藤本弥八
- 『任侠清水港』 : 監督松田定次、1957年1月3日公開 - 大岩
- 『恋染め浪人』 : 監督加藤泰、1957年1月22日公開
- 『海賊奉行』 : 監督深田金之助、1957年2月25日公開 - 伊太七
- 『若さま侍捕物帳 鮮血の晴着』 : 監督小沢茂弘、1957年3月4日公開 - 新七郎
- 『ふり袖捕物帖 ちりめん駕籠』 : 監督松村昌治、1957年3月20日公開 - 猫眼の権六
- 『若さま侍捕物帖 深夜の死美人』 : 監督深田金之助、1957年4月2日公開 - 速水孫太夫、55分尺で現存（NFC所蔵[10]）
- 『喧嘩道中』 : 監督佐々木康、1957年5月12日公開 - 赤戸武兵衛、80分尺で現存（NFC所蔵[10]）
- 『殺人者を逃すな』 : 監督小林恒夫、製作東映東京撮影所、配給東映、1957年6月4日公開 - 谷
- 『青い海原』 : 監督小林恒夫、製作東映東京撮影所、配給東映、1957年7月30日公開
- 『笑え勘平より 消えた短剣』 : 監督津田不二夫、製作東映東京撮影所、配給東映、1957年10月22日公開 - 白鳥刑事
- 『笑え勘平より 摩天楼の秘密』 : 監督津田不二夫、製作東映東京撮影所、配給東映、1957年11月5日公開 - 白鳥刑事
- 『ふるさとの唄 哀愁のりんご園』 : 監督村山新治、製作東映東京撮影所、配給東映、1957年10月29日公開 - 氏原啓助
- 『赤穂義士』 : 監督伊賀山正光（伊賀山正徳）、1957年12月8日公開 - ジャンガラの弥十
- 『旗本退屈男 謎の蛇姫屋敷』 : 監督佐々木康、1957年12月28日公開 - 山坂五郎太
- 『おしどり駕篭』 : 監督マキノ雅弘、1958年1月15日公開 - 神崎剛之進、85分尺で現存（NFC所蔵[10]）
- 『少年猿飛佐助』 : 監督河野寿一、1958年2月5日公開 - 伊三入道
- 『少年猿飛佐助 牢獄の姫君』 : 監督河野寿一、1958年2月12日公開 - 伊三入道
- 『少年猿飛佐助 天空の白馬』 : 監督河野寿一、1958年2月19日公開 - 伊三入道
- 『源氏九郎颯爽記 白狐二刀流』 : 監督加藤泰、1958年3月11日公開 - 山口寅之助、87分尺で現存（NFC所蔵[10]）
- 『ひばり捕物帖 かんざし小判』 : 監督沢島忠、1958年4月1日公開 - 猫目の権八、85分尺で現存（NFC所蔵[10]）
- 『月の話奇談 変幻胡蝶の雨』 : 監督井沢雅彦、1958年4月9日公開 - 伊吹丸
- 『変幻胡蝶の雨・月の輪族の逆襲』 : 監督井沢雅彦、1958年4月15日公開 - 伊吹丸
- 『デン助の陽気な靴みがき』 : 監督伊賀山正光、製作東映東京撮影所、配給東映、1958年6月3日公開 - 紳士
- 『唄祭り三人旅』 : 監督内出好吉、1958年6月15日公開 - 磯野与左衛門
- 『満月かぐら太鼓』 : 監督内出好吉、1958年9月3日公開 - 寺沢金太夫
- 『希望の乙女』 : 監督佐々木康、製作東映東京撮影所、配給東映、1958年9月10日公開 - 兼六
- 『ひばり捕物帖 自雷也小判』 : 監督深田金之助、1958年11月9日公開 - 猫目の権六
- 『デン助の陽気な拳闘王』 : 監督伊賀山正光、製作東映東京撮影所、配給東映、1958年12月9日公開 - 大山
- 『無法街の野郎ども』 : 監督小沢茂弘、製作東映東京撮影所、配給東映、1959年1月28日公開 - 相乗りの徳
- 『疑惑の夜』 : 監督小林恒夫、製作東映東京撮影所、配給東映、1959年6月30日公開 - 野村
- 『月光仮面 幽霊党の逆襲』 : 監督島津昇一、製作東映東京撮影所、配給東映、1959年7月28日公開 - 幽霊党輩下A
- 『月光仮面 悪魔の最後』 : 監督島津昇一、製作東映東京撮影所、配給東映、1959年8月4日公開 - 健（スナイダーの輩下）
- 『リスとアメリカ人 廃虚の銃声』 : 監督若林栄二郎、製作東映東京撮影所、配給東映、1959年11月17日公開 - タテ場のおやじ
- 『浪曲国定忠治 赤城の子守唄 血煙り信州路』 : 監督冬島泰三、配給第二東映、1960年4月5日公開 - 山形屋藤蔵
- 『ボス表へ出ろ』 : 監督伊賀山正光、製作東映東京撮影所、配給第二東映、1960年5月24日公開 - 金
- 『不死身の男』 : 監督相野田悟、製作東映東京撮影所、配給第二東映、1960年6月21日公開 - 弁天の音
- 『にっぽんGメン 摩天楼の狼』 : 監督伊賀山正光、製作東映東京撮影所、配給第二東映、1960年7月20日公開 - 荒巻
- 『黒部谷の大剣客』 : 監督佐々木康、1960年8月28日公開 - めっかちの虎
- 『将棋大名』 : 監督大西秀明、配給第二東映、1960年11月23日公開 - 都築権三郎
- 『坊ちゃん野郎勢ぞろい』 : 監督日高繁明、製作東映東京撮影所、配給第二東映、1961年1月9日公開 - 極楽温泉支配人吉元
- 『警視庁物語 不在証明 十五才の女』 : 監督島津昇一、製作東映東京撮影所、配給東映、1961年2月1日公開 - 若井社長
- 『銀座野郎』 : 監督和田篤人、製作東映東京撮影所、配給東映、1961年4月5日公開 - 平田
- 『べらんめえ中乗りさん』 : 監督伊賀山正光、製作東映東京撮影所、配給ニュー東映、1961年10月22日公開 - 早船徳兵衛
- 『悪魔の手毬唄』 : 監督渡辺邦男、製作東映東京撮影所、配給東映、1961年11月15日公開 - 日下部
- 『八人目の敵』 : 監督佐藤肇、製作東映東京撮影所、配給東映、1961年12月15日公開 - 高木社長
- 『次郎長社長と石松社員 威風堂々』 : 監督渡辺祐介、製作東映東京撮影所、配給東映、1962年1月9日公開 - 西野
- 『愉快な仲間』 : 監督渡辺邦男、製作東映東京撮影所、配給東映、1962年3月7日公開 - 神谷
- 『誇り高き挑戦』 : 監督深作欣二、製作東映東京撮影所、配給東映、1962年3月28日公開 - 社長、89分尺で現存（NFC所蔵[10]）
- 『ギャング対Gメン』 : 監督深作欣二、製作東映東京撮影所、配給東映、1962年11月2日公開 - 鈴本組親分、82分尺で現存（NFC所蔵[10]）